# Giancarlo Corradini
Giancarlo Corradini (* 24. Februar 1961 in Sassuolo (MO), Italien) ist ein ehemaliger italienischer Fußballspieler und heutiger Fußballtrainer.
Während seiner aktiven Laufbahn spielte er als Verteidiger. Sein Debüt als Cheftrainer gab er im Jahr 2007, als er bei Juventus Turin den zurückgetretenen Didier Deschamps beerbte. Seit Juni 2012 ist er Co-Trainer bei FC Watford.

## Karriere

### Spieler
Giancarlo Corradini begann seine Karriere im Club US Sassuolo Calcio, danach wechselte er im Jahre 1978 zum CFC Genua und 1980 zur AC Reggiana. Von 1982 bis 1988 spielte er dann für Torico Calcio.
1988 wechselte der Abwehrspieler zum SSC Neapel, wo er, zusammen mit Spielern wie Diego Maradona, Careca und Ciro Ferrara, 1989 den UEFA-Pokal und 1990 die italienische Meisterschaft sowie den italienischen Supercup gewann.
Im Jahr 1994 zog sich Corradini vom aktiven Fußball zurück.

### Trainer
Nach seinem Rücktritt als Spieler arbeitete Giancarlo Corradini als Jugendtrainer. 1999 kam er zu Juventus Turin, wo er im Jahre 2001 von Marcello Lippi in den Trainerstab der Ersten Mannschaft geholt wurde. 2004 wurde er schließlich zu Fabio Capellos erstem Assistenztrainer ernannt. Nach dem Weggang Capellos im Jahr 2006 und dem Zwangsabstieg der Juve in die Serie B, wurde Corradini Co-Trainer von Didier Deschamps. Nachdem Deschamps kurz vor Saisonende zurückgetreten war, betreute Giancarlo Corradini die Mannschaft, die bereits als Aufsteiger feststand, in den letzten beiden Spielen. In seiner ersten Pressekonferenz nannte er sich selbst einen "kleinen Mourinho" weil er von unterschiedlichen erstklassigen Fußballmanagern lernte und für diese arbeitete. In seinen beiden Spielen als Trainer der Alten Dame erreichte die Mannschaft keinen einzigen Punktgewinn.
Am Tag vor dem letzten Saisonspiel kündigte er an, Juventus zu verlassen, um sich eine Stelle als Cheftrainer zu suchen. Seit dem 22. Juni 2007 arbeitete Giancarlo Corradini als Trainer bei der SSC Venedig, wurde jedoch am 30. August 2007 wieder entlassen.
Im November 2008 wurde Corradini Trainer beim Serie-D-Klub AC Cuneo 1905, den er vor dem Abstieg bewahrte. Zum Saisonende verließ er den Klub. Im Juli 2012 wurde Corradini Co-Trainer unter Gianfranco Zola beim FC Watford.